# Битка при Кахул
Битката при Кахул, или Битката при Кагул, е решителна в хода на руско-турската война (1768 – 1774). 
Победата позволява на руската армия да овладее Измаил и Молдова, ползвайки я като плацдарм за проникване и окупиране Влашко, както и да пренесе бойните действия на Балкана – за първи път в историята на руско-турските войни.

## Значение
В резултат от победата, османската армия преминава в отстъпление и отбрана по Дунава. Стратегическата инициатива е вече руска, не само във войната, но и в последвалите руско-турски военни конфликти. След битката при Козлуджа, спечелена под предводителството и командването на Александър Суворов, се стига до мирния Кючуккайнарджийски договор, сложил край на войната.
Османската армия в битката е под командването на великия везир Иваззаде Халил паша, син на прославения османски военачалник Хаджи Иваз Мехмед паша. По този начин османският султан Мустафа III счита, че ще мотивира османците за победа над Русия. Въпреки това, още при първите сблъсъци, еничарите тръгват в отстъпление и напускат бойното поле.

## Последици
Победа в битката при Кагул не приближава края на война, а само показва цялостното състояние на османската армия. Едва битката при Козлуджа приближава мира. Веднага след края на войната, висшето политическо ръководство на Османската империя решава, че причината за загубата е военна, а не политическа. Пристъпва се към османски военни реформи, особено отчетливи при управлението на султан Селим III. В българските земи настъпва кърджалийско време.

## Памет
Категоричната победа над противник превъзхождащ в численост /и въоръжение/ руската армия 5 – 6 пъти, оттеква по цяла Русия. Веднага е учреден нов военен медал:
- „За победата при Кагул“, с който са наградени над 18 хил. воини и унтерофицери;
- Висшето военно руско командване е наградено с „Орден Свети Георги“;
- В Царско село, на следващата 1771 г., по проект на Антонио Риналди, е издигнат Кагулския обелиск;
- В памет на битката, през декември 1835 г., селището на шкеите на реката е обявено за град Кагул;
- Във Вулкънещ през 1849 г. е издигнат специален паметник на кагулската битка и православна победа. [2]